# Johann Heinrich Weisgerber
Johann Heinrich Weisgerber, auch Weißgerber, (* 29. März 1798 in Trupbach (heute Stadtteil von Siegen); † 12. Oktober 1868 in Eisern (heute Stadtteil von Siegen)) war ein deutscher Erweckungsprediger, der "Tersteegen des Siegerlandes" genannt.

## Leben
Johann Heinrich Weisgerber, Sohn aus einer Familie mit acht Kindern, war Schuhmacher aus Trupbach bei Siegen. 1825 bis 1829 arbeitete er in der Rettungsanstalt Düsseltal für Waisenkinder, der späteren Graf Recke Stiftung, von Adalbert von der Recke-Volmerstein tätig. Nach seiner Rückkehr ins Siegerland war er ab 1832 als sogenannter „Stundenhalter“ und „Seelenpfleger“. 1838 gründete er als Laienprediger in Eisern bei Siegen eine christliche Hausgemeinschaft, eine sogenannte „Pilgerhütte“ nach dem Vorbild von Gerhard Tersteegen, die bis 1854 bestand. Seine inhaltliche Ausrichtung beruht auf der Schrift Die Nothwendigkeit der Wiedergeburt oder der sichere und untrügliche Weg zur Seligkeit nach Joh. 3,34.
Neben Tillmann Siebel galt er als einer der Väter der Erweckungsbewegung im Siegerland. Seitens der kirchlichen und weltlichen Behörden in Westfalen und Nassau wurde er der „Sektiererei“ beschuldigt. Um seine Predigttätigkeit einzudämmen, war er verpflichtet, sich nicht länger als zwei Stunden an einem Ort aufzuhalten für seine Predigten.

## Schriften
- Die Nothwendigkeit der Wiedergeburt oder der sichere und untrügliche Weg zur Seligkeit nach Joh. 3,34, Friedrichs Buchhandlung Siegen 1834
- Silvester-Gedicht von Heinrich Weisgerber (1798–1868); in: 7NL 019, Nr. 301[3]